# 大通駅
大通駅（おおどおりえき）は、北海道札幌市中央区大通西2丁目- 4丁目にある、札幌市交通局（札幌市営地下鉄）の駅。
札幌市営地下鉄の中で唯一、南北線、東西線、東豊線3路線全てが乗り入れる駅である。駅番号は南北線がN07、東西線がT09、東豊線がH08である。

## 歴史
- 1971年（昭和46年）12月16日：南北線北24条駅 - 真駒内駅間開業に伴い、設置。なお、この時点で既に東西線の施設についても準備工事がなされていた。
- 1976年（昭和51年）6月10日：東西線琴似駅 - 白石駅間開業に伴い、東西線の駅が設置される。
- 1988年（昭和63年）12月2日：東豊線栄町駅 - 豊水すすきの駅間開業に伴い、東豊線の駅が設置される[1]。
  - 開業前の仮称は「大通東駅」だったが[2]、既存の大通駅と同一駅として設置するよう変更された。東豊線のホーム番号が連番ではなく1・2番ホームであるのはこの名残である。
- 1996年（平成8年）11月：2丁目改札（丸井今井前）を新設する。
- 2006年（平成18年）1月26日：駅ナンバリングの使用を開始する。
- 2008年（平成20年）12月9日：東西線ホームで可動式ホーム柵が稼働開始[3]。
- 2011年（平成23年）3月12日：札幌駅前通地下歩行空間の供用が開始され、さっぽろ駅と地下通路で接続される。
- 2012年（平成24年）
  - 9月25日：改札口に列車運行情報板を設置し、供用を開始する[4]。
  - 10月14日：南北線ホームで可動式ホーム柵が稼働開始[5]。
- 2013年（平成25年）8月：「大通交流拠点地下広場整備事業」開始。以降、従来の出入口・コンコースなどを大幅改修し順次オープン。
- 2015年（平成27年）
  - 2月4日：「大通交流拠点地下広場」供用開始。新しい出入口がこの日より使用開始となる[6]。
  - 10月：南北線コンコース東側デジタルサーチ広告稼働。
- 2016年（平成28年）
  - 1月：南北線コンコース西側デジタルサーチ広告稼働。
  - 12月3日：東豊線ホームで可動式ホーム柵が稼働開始。
- 2018年（平成30年）9月13日：「西2丁目地下歩道」供用開始[7]に伴い、同歩道と接続する30番出入口を新設。
- 2023年（令和5年）3月：南北線・東西線の案内表示設備がLCD式に更新[8]。

## 駅構造
大通西4丁目付近の地下1階（周辺にあるビルの地下2階に相当する深さ）に改札口があり、プラットホームは地下2階に南北線ホーム（2面2線の相対式ホーム）、地下3階に東西線ホーム（1面2線の島式ホーム）がある。また、大通西2丁目付近の地下2階に改札口、地下4階に東豊線ホーム（2面2線の相対式ホーム）があり、連絡通路で南北線の東側ホームと結ばれている。各路線間の乗り換えに際しては、改札内の連絡通路が設けられている。
南北線改札口付近では2011年（平成23年）3月の札幌駅前通地下歩行空間開業によって、コンコースの往来人数が大幅に増加した。これに伴い都心部の回遊性をさらに向上させるため、2013年（平成25年）8月より「大通交流拠点地下広場整備事業」が進められた。新規拡張部を設けて民間テナントや行政サービス施設の配置を変更するとともに、コンコース中央部に滞留空間を設置。新規拡張部に隣接した5番出口は地上と一体化した吹き抜けのものへと改修。事業費は約22億円で、2015年（平成27年）2月に完了した。周辺の建築物の再開発や地下接続が引き続き進められている。
エレベーターは以下の場所に設置されている。
- （地上 - コンコース）大通公園内 西3丁目、西1丁目、37番出口
- （東西線西改札口）西改札口 - 南北線麻生方面ホーム連絡用コンコース - 東西線ホーム
- （15番出口付近）エレベーター改札口 - 南北線真駒内方面ホーム・東豊線用コンコース - 東西線ホーム
- （東豊線南改札口）南北線真駒内方面ホーム・東豊線用コンコース - 東豊線北改札口（東豊線栄町方面行きホーム連絡エレベーターはここで乗り換え） - 東豊線福住方面ホーム
- （東豊線北改札口）東豊線北改札口 - 東豊線栄町方面ホーム

### のりば
| ホーム               | 路線   | 行先                       |
| -------------------- | ------ | -------------------------- |
| 南北線・東西線ホーム |        |                            |
| 1                    | 南北線 | 中島公園・平岸・真駒内方面 |
| 2                    | 南北線 | さっぽろ・北24条・麻生方面 |
| 3                    | 東西線 | 白石・新さっぽろ方面       |
| 4                    | 東西線 | 琴似・宮の沢方面           |
| 東豊線ホーム         |        |                            |
| 1                    | 東豊線 | 美園・福住方面             |
| 2                    | 東豊線 | さっぽろ・栄町方面         |

南北線ホーム（1・2番線）と東西線ホーム（3・4番線）は連続したホーム番号が振られているが、東豊線ホームはそれらとは別個に1・2番線の番号が振られている。南北線・東西線ホーム両側、東豊線ホーム北側に分岐器がある。
東豊線は沿線に車両基地用地を確保できなかったため、東豊線の車両の留置・検査等は東西線西28丁目駅に隣接する西車両基地を使用している。そのため、両線間は東豊線さっぽろ駅南側と東西線西11丁目駅東側との連絡線（2〜3号連絡線）で繋がっており、信号上は大通駅構内の扱いとなっている。この連絡線は札幌市営地下鉄では初めてシールド工法で施工された区間で、延長は511m、最急勾配は35パーミルである。

### 配線図
|                                                       | ↑ 左：南北線 右：東豊線↑ さっぽろ・麻生方面 さっぽろ・栄町方面       |                                                        |
| ← 東西線 西11丁目・ 宮の沢・ 西車両基地 方面          | 札幌市営地下鉄 大通駅 構内配線略図                                   | → 東西線 バスセンター前・ 新さっぽろ・ 東車両基地 方面 |
|                                                       | ↓ 左：南北線 右：東豊線↓ すすきの・真駒内方面 豊水すすきの・福住方面 |                                                        |
| 凡例 出典: 赤破線の部分は南北線側のオーバークロス部分 |                                                                      |                                                        |

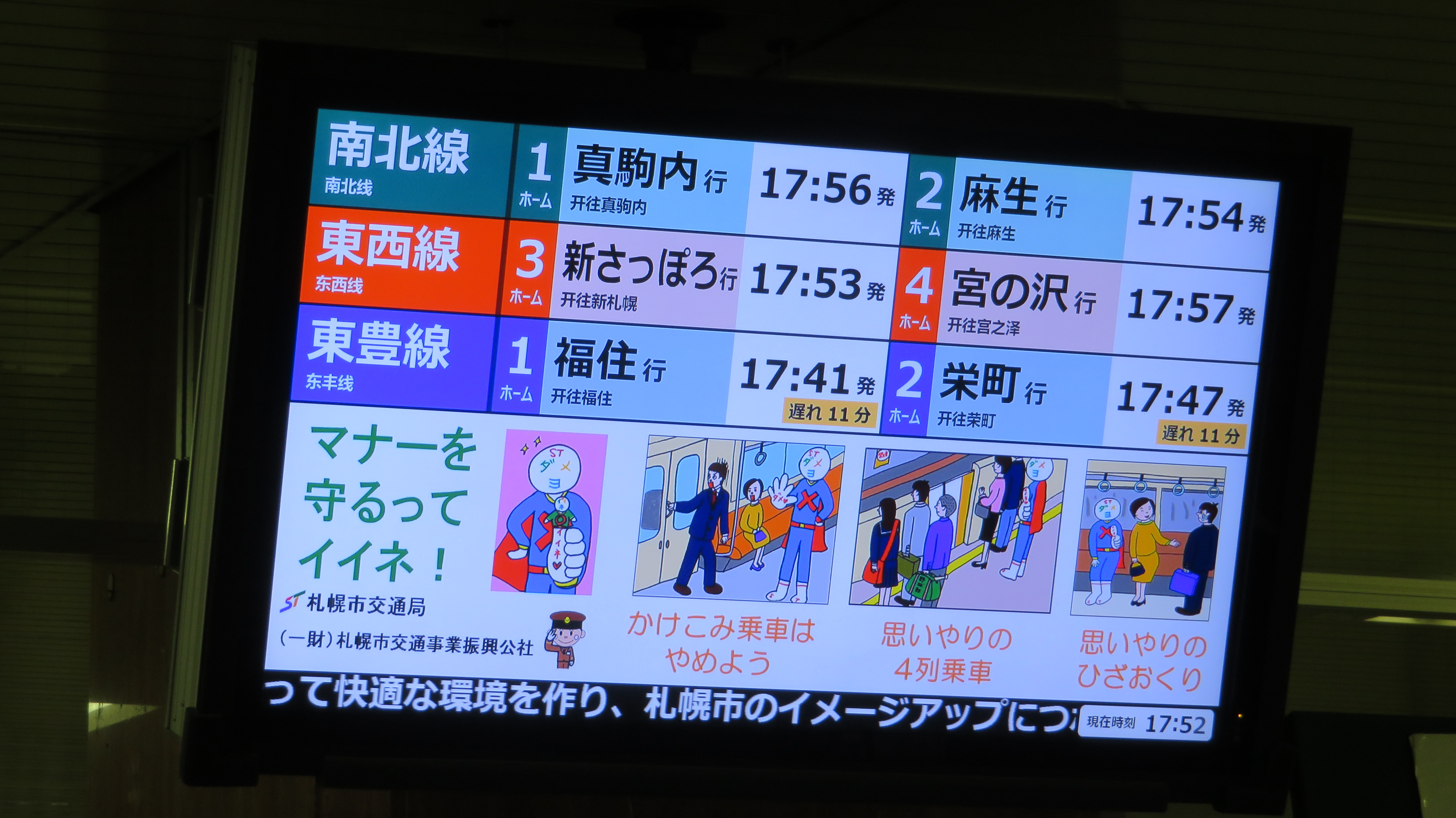
液晶ディスプレイ式発車標 行先は日本語に加え英語・中国語・韓国語で表示される
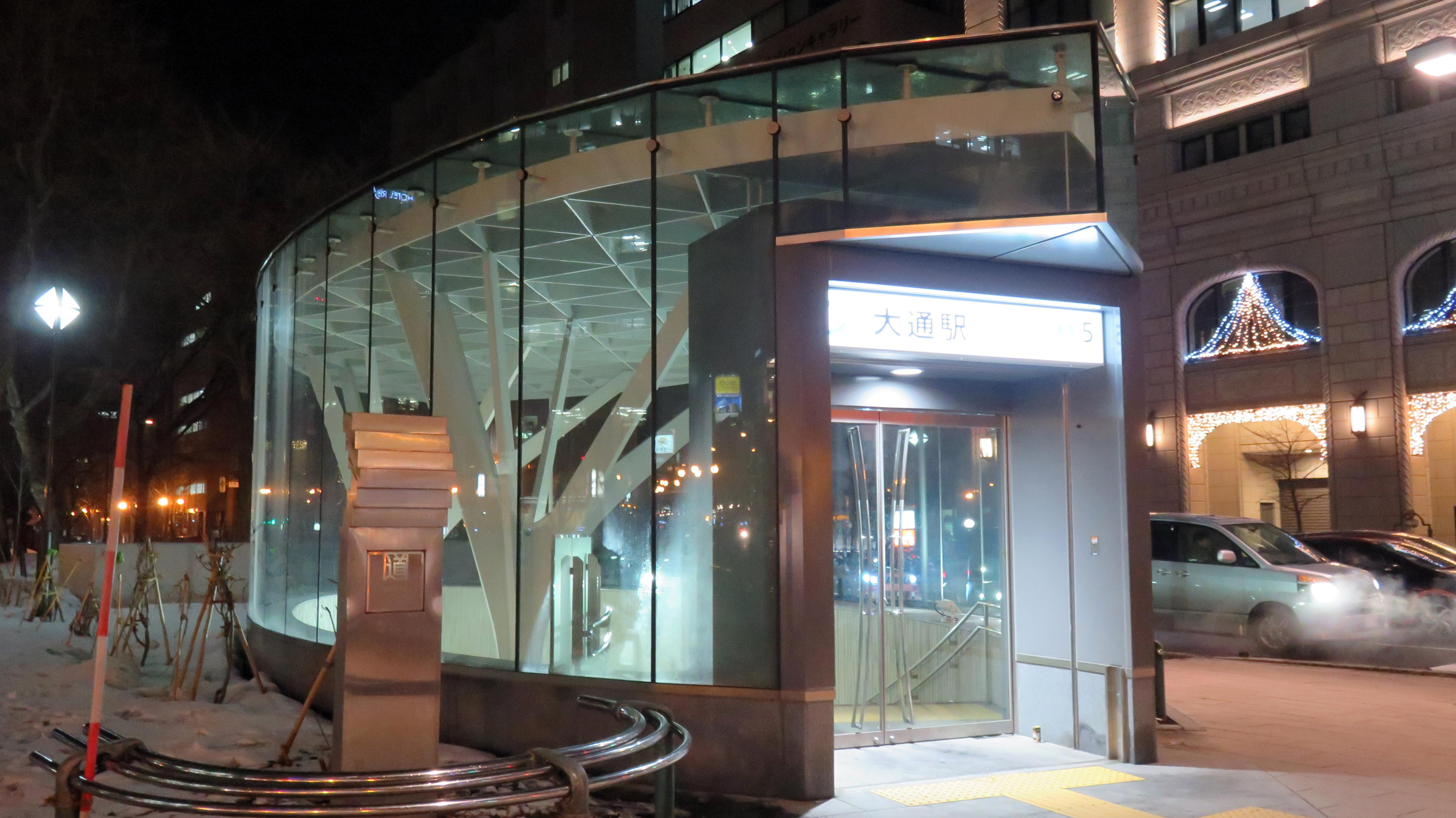
5番出入口（改修後）
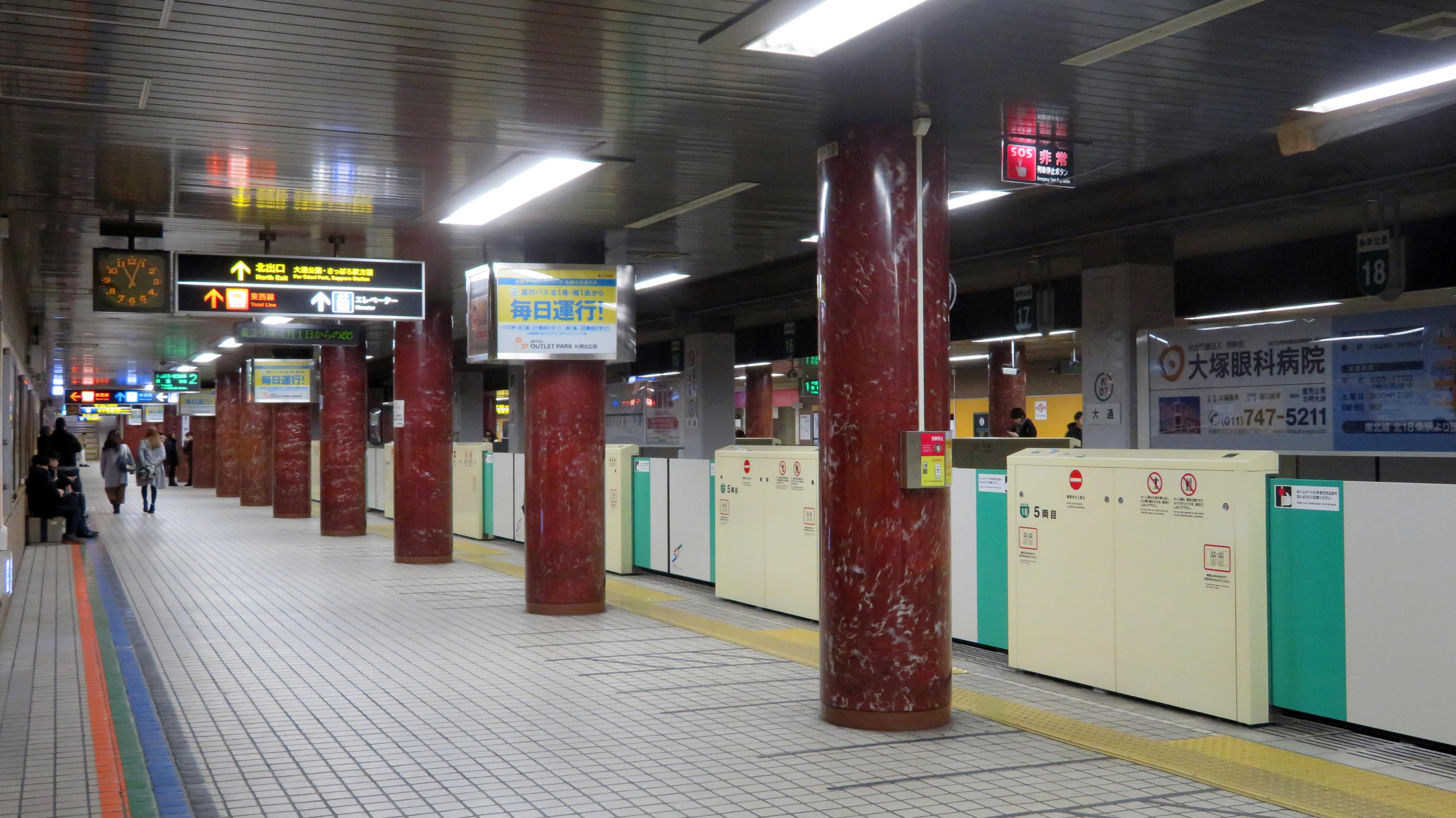
南北線ホーム
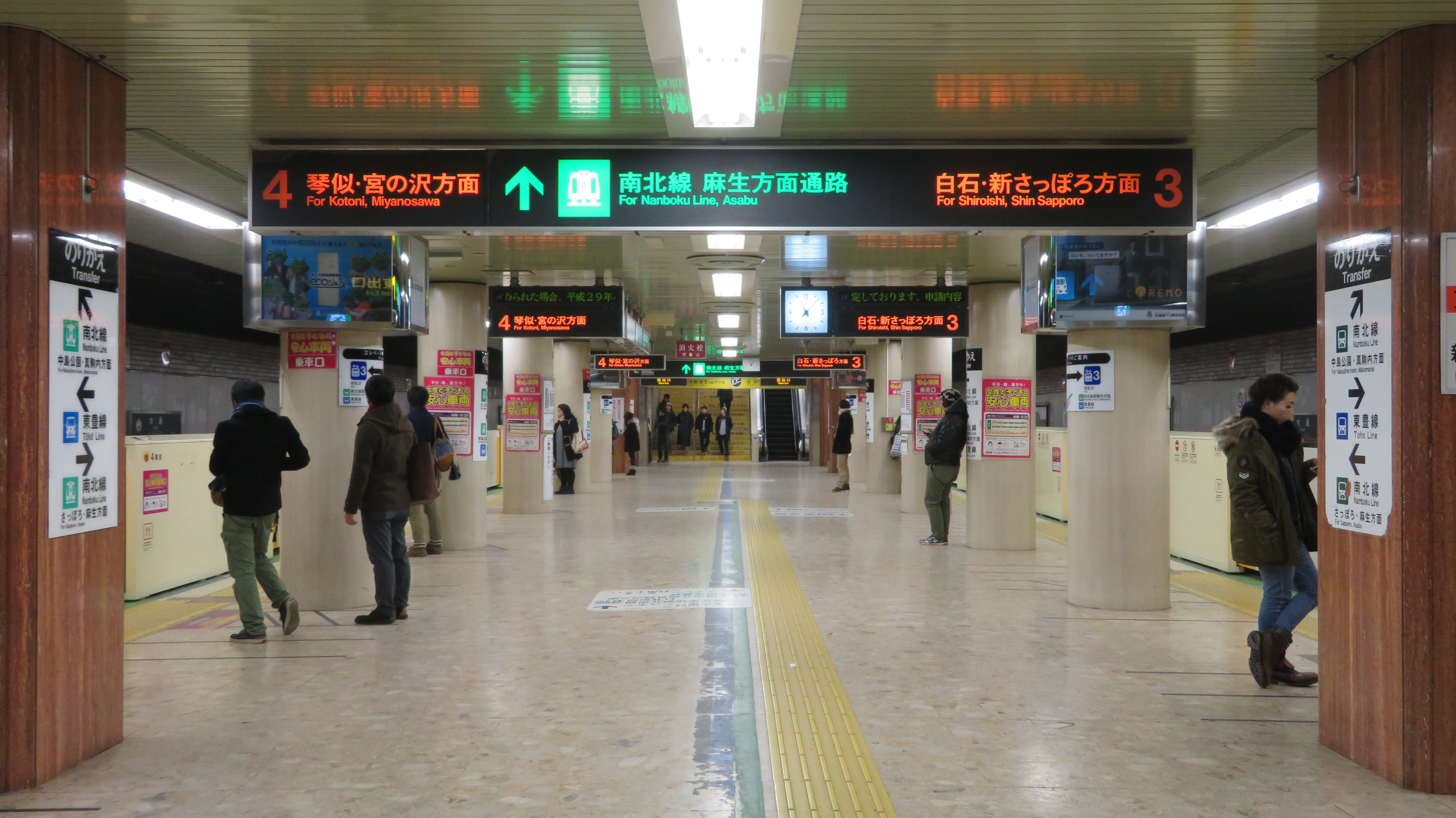
東西線ホーム
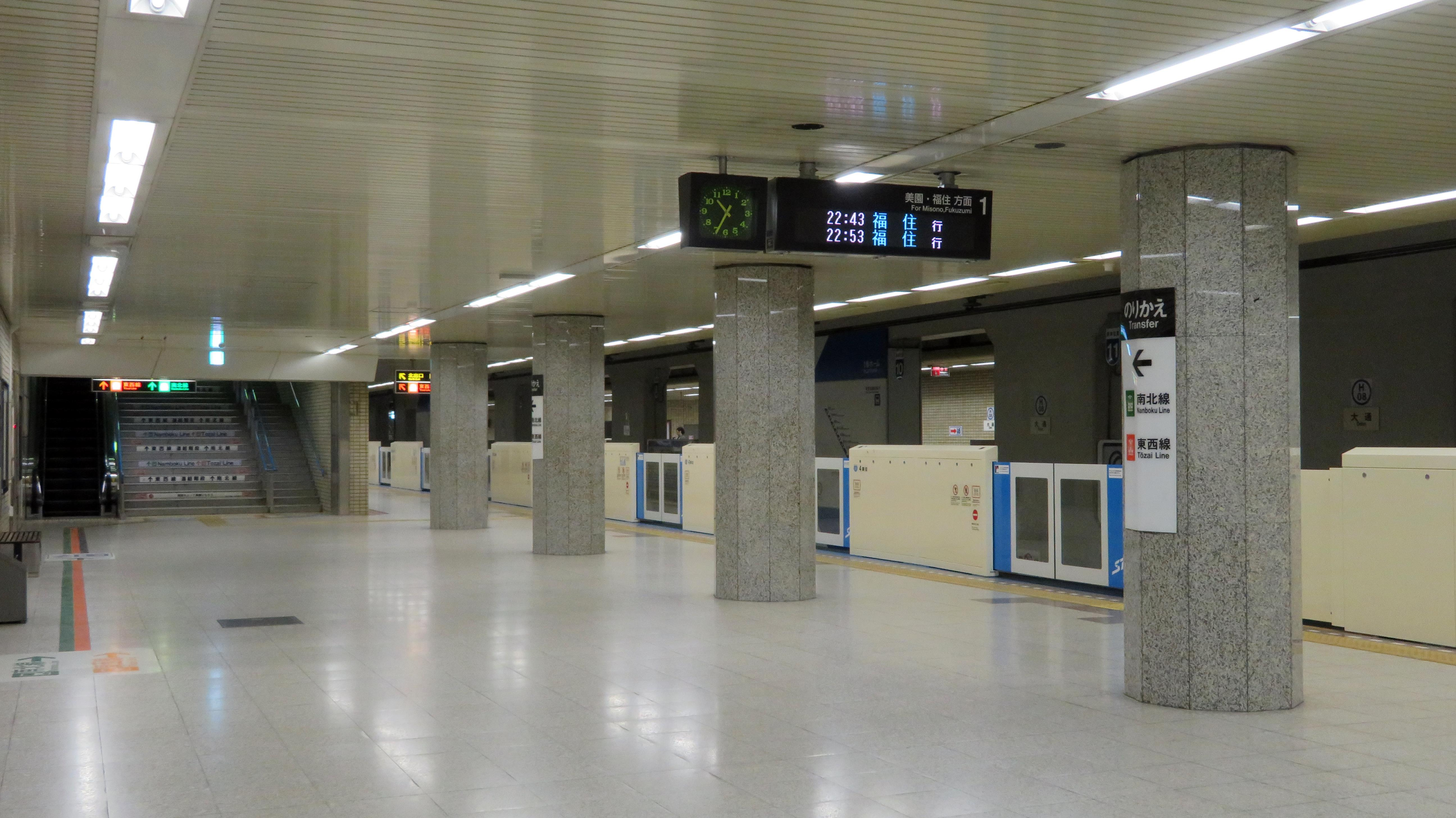
東豊線ホーム
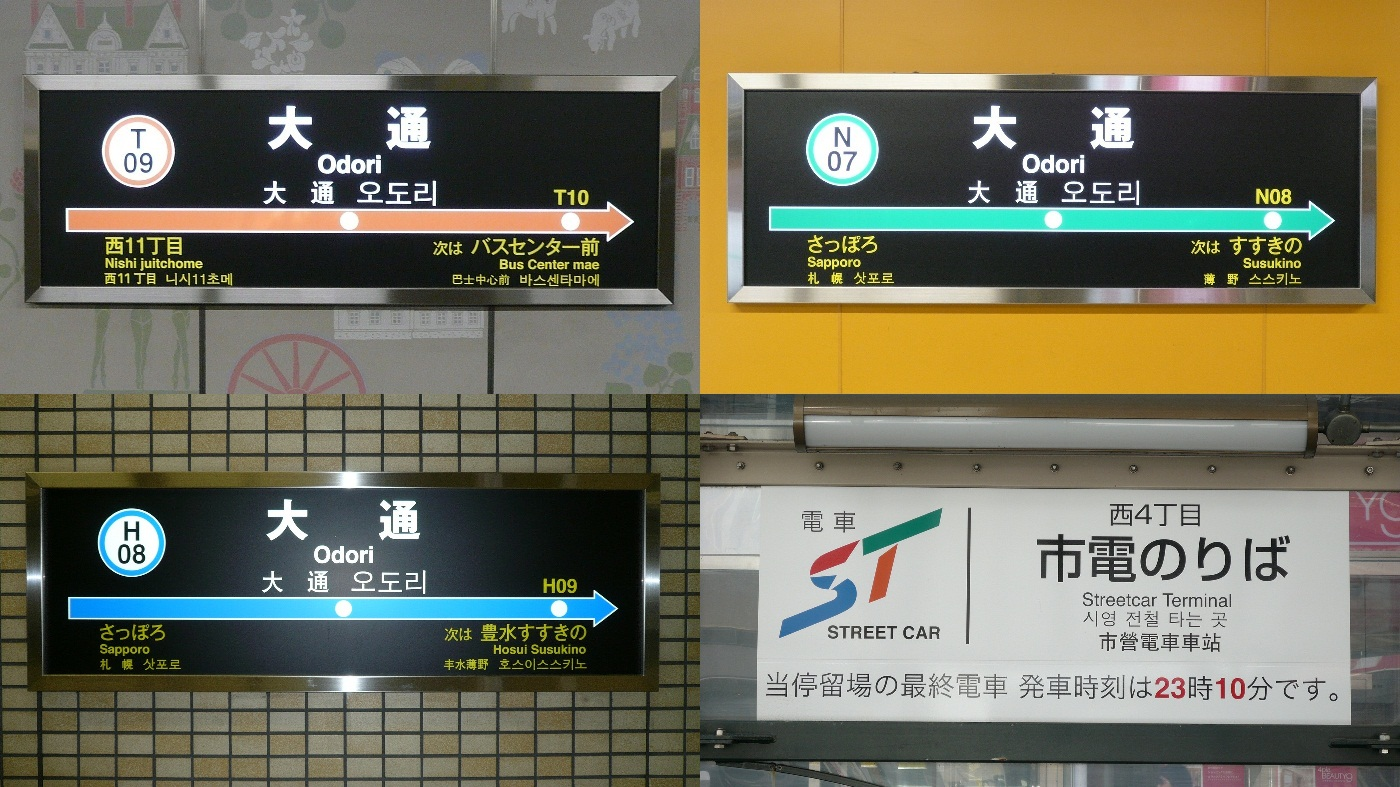
各路線の駅名標

## 利用状況
札幌市によると、2022年度の1日平均乗車人員は71,296人である。これは札幌市営地下鉄ではさっぽろ駅に次いで多い。
- 南北線 - 37,431人
- 東西線 - 20,081人
- 東豊線 - 13,784人

路線別に見ると、東西線では最多、南北線と東豊線はさっぽろ駅についで2番目に多い。なおこの数値は「南北線改札口」「東西線改札口」「東豊線改札口」の数値であり、かつ各路線内の端数を大通駅で調整しているため、必ずしも各線の利用客数を示すものではない。
また、さっぽろ駅へ乗り入れていない東西線と南北線では特に乗換利用者が多いが、本データに含まれていない。
長年、札幌市営地下鉄で最も利用者が多い駅であったが、2003年3月にJR札幌駅の駅ビル「JRタワー」が開業して以降は、商業の集積がJR札幌駅・地下鉄さっぽろ駅周辺エリアに転移しつつあるほか、2011年3月には札幌駅前通地下歩行空間が開通し同エリアとの徒歩による移動の利便性が向上したため、利用者数は減少傾向が続き、東豊線では2011年度から福住駅の利用者数を下回るようになったが、全線とも最近はやや持ち直している。
近年の1日平均乗車人員の推移は以下の通り。
| 年度               | 1日平均乗車人員 | 1日平均乗車人員 | 1日平均乗車人員 | 1日平均乗車人員 | 参考       | 出典   |
| 年度               | 南北線          | 東西線          | 東豊線          | 3路線計         | さっぽろ駅 | 出典   |
| ------------------ | --------------- | --------------- | --------------- | --------------- | ---------- | ------ |
| 1994年（平成06年） | 47,252          | 33,161          | 10,771          | 91,184          | 75,249     | [ 15 ] |
| 1995年（平成07年） | 47,734          | 32,995          | 16,005          | 96,734          | 82,119     | [ 15 ] |
| 1996年（平成08年） | 46,046          | 30,954          | 16,391          | 93,391          | 78,442     | [ 15 ] |
| 1997年（平成09年） | 43,487          | 28,501          | 17,176          | 89,164          | 75,204     | [ 15 ] |
| 1998年（平成10年） | 42,203          | 25,486          | 17,105          | 84,794          | 73,070     | [ 15 ] |
| 1999年（平成11年） | 41,377          | 27,741          | 17,169          | 86,287          | 70,787     | [ 15 ] |
| 2000年（平成12年） | 41,569          | 27,679          | 17,291          | 86,539          | 70,644     | [ 15 ] |
| 2001年（平成13年） | 40,889          | 27,443          | 17,457          | 85,789          | 70,725     | [ 15 ] |
| 2002年（平成14年） | 40,333          | 26,521          | 16,914          | 83,768          | 72,351     | [ 15 ] |
| 2003年（平成15年） | 37,192          | 24,815          | 15,660          | 77,667          | 78,282     | [ 15 ] |
| 2004年（平成16年） | 37,060          | 24,542          | 15,657          | 77,259          | 80,268     | [ 15 ] |
| 2005年（平成17年） | 37,695          | 24,307          | 15,768          | 77,770          | 85,184     | [ 15 ] |
| 2006年（平成18年） | 37,507          | 24,465          | 16,009          | 77,981          | 86,416     | [ 15 ] |
| 2007年（平成19年） | 36,556          | 24,139          | 15,861          | 76,556          | 87,001     | [ 15 ] |
| 2008年（平成20年） | 35,762          | 24,089          | 15,918          | 75,769          | 87,606     | [ 15 ] |
| 2009年（平成21年） | 34,146          | 23,866          | 15,613          | 73,625          | 85,721     | [ 16 ] |
| 2010年（平成22年） | 33,982          | 23,543          | 15,563          | 73,088          | 85,128     | [ 16 ] |
| 2011年（平成23年） | 34,008          | 22,697          | 14,778          | 71,563          | 79,506     | [ 16 ] |
| 2012年（平成24年） | 34,805          | 22,880          | 14,865          | 72,550          | 82,125     | [ 16 ] |
| 2013年（平成25年） | 35,924          | 23,240          | 15,193          | 74,357          | 84,404     | [ 16 ] |
| 2014年（平成26年） | 37,248          | 22,720          | 15,291          | 75,259          | 84,633     | [ 16 ] |
| 2015年（平成27年） | 39,144          | 22,106          | 15,486          | 76,736          | 85,299     | [ 16 ] |
| 2016年（平成28年） | 41,118          | 22,302          | 15,812          | 79,232          | 87,575     | [ 16 ] |
| 2017年（平成29年） | 42,161          | 22,305          | 15,381          | 79,847          | 90,496     | [ 16 ] |
| 2018年（平成30年） | 42,811          | 22,542          | 15,525          | 80,878          | 92,258     | [ 16 ] |
| 2019年（令和元年） | 42,526          | 22,536          | 15,632          | 80,694          | 87,120     | [ 16 ] |
| 2020年（令和02年） | 29,032          | 16,459          | 10,984          | 56,475          | 57,829     | [ 16 ] |
| 2021年（令和03年） | 31,330          | 17,380          | 11,758          | 60,468          | 62,447     | [ 16 ] |
| 2022年（令和04年） | 37,431          | 20,081          | 13,784          | 71,296          | 73,885     | [ 12 ] |

## 駅周辺
札幌市の都市設計の基線ともいえる大通公園を中央とし、駅は公園下に位置する。東西線の隣駅であるバスセンター前駅へは地下街「オーロラタウン」と地下道で、南北線の隣駅であるすすきの駅へは地下街「ポールタウン」で結ばれているほか、2011年3月12日には地下道「札幌駅前通地下歩行空間」が開通し、さっぽろ駅とも地下で結ばれた。またJR札幌駅にも、さっぽろ駅から地下街「アピア」を介して繋がっている（「大通公園」も参照）。

### 駅構内の施設

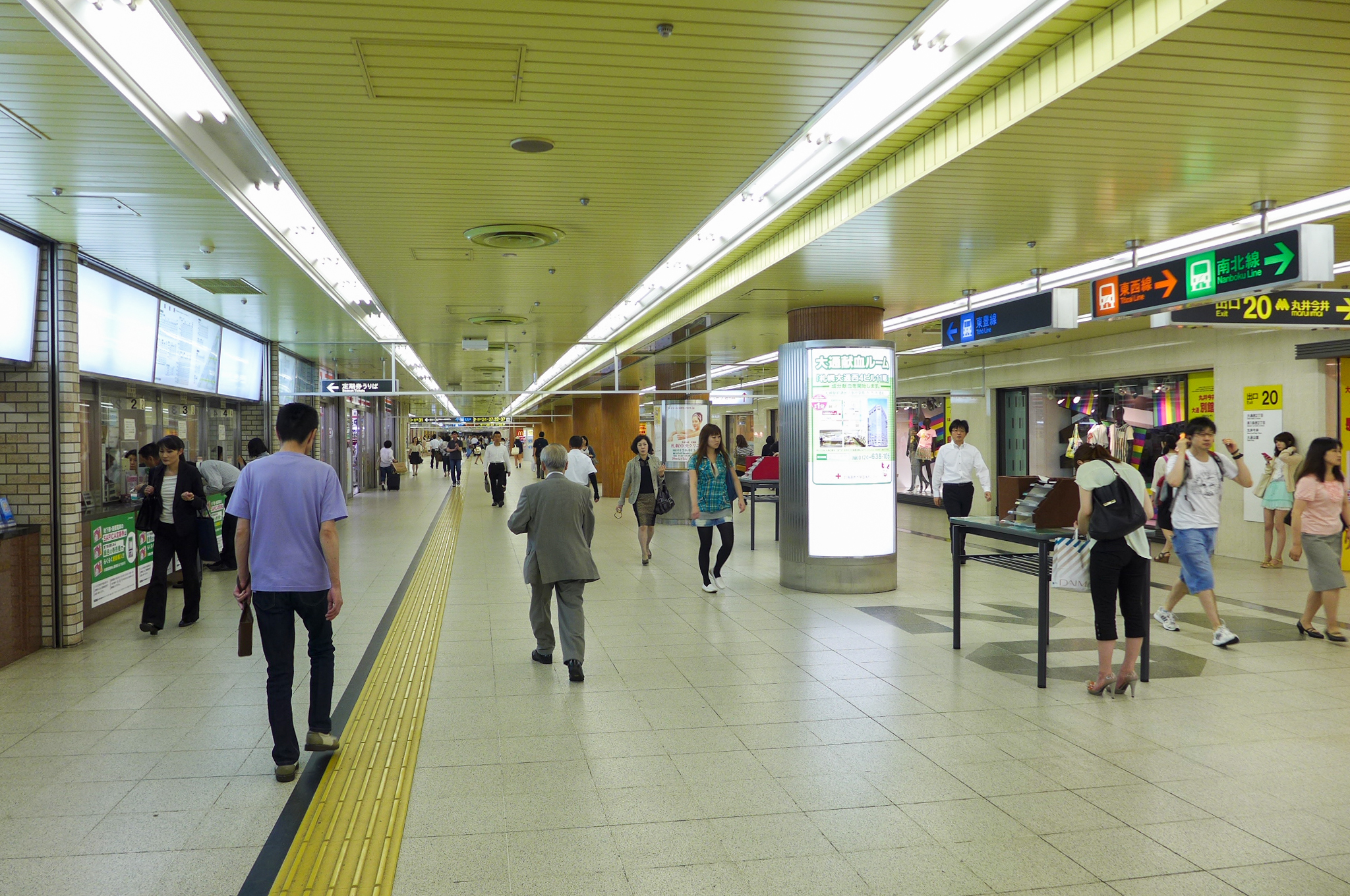
地下出口通道

- 札幌市役所大通証明サービスコーナー（5番出入口付近）
- 札幌市交通事業振興公社 総務部（1番出入口付近）[17]
- 大通情報ステーション（5番出入口付近）[17]
- 札幌市中央図書館大通カウンター（5番出入口付近）[17]
- 札幌市交通局忘れものセンター（31番出入口付近）[17]

### 名所

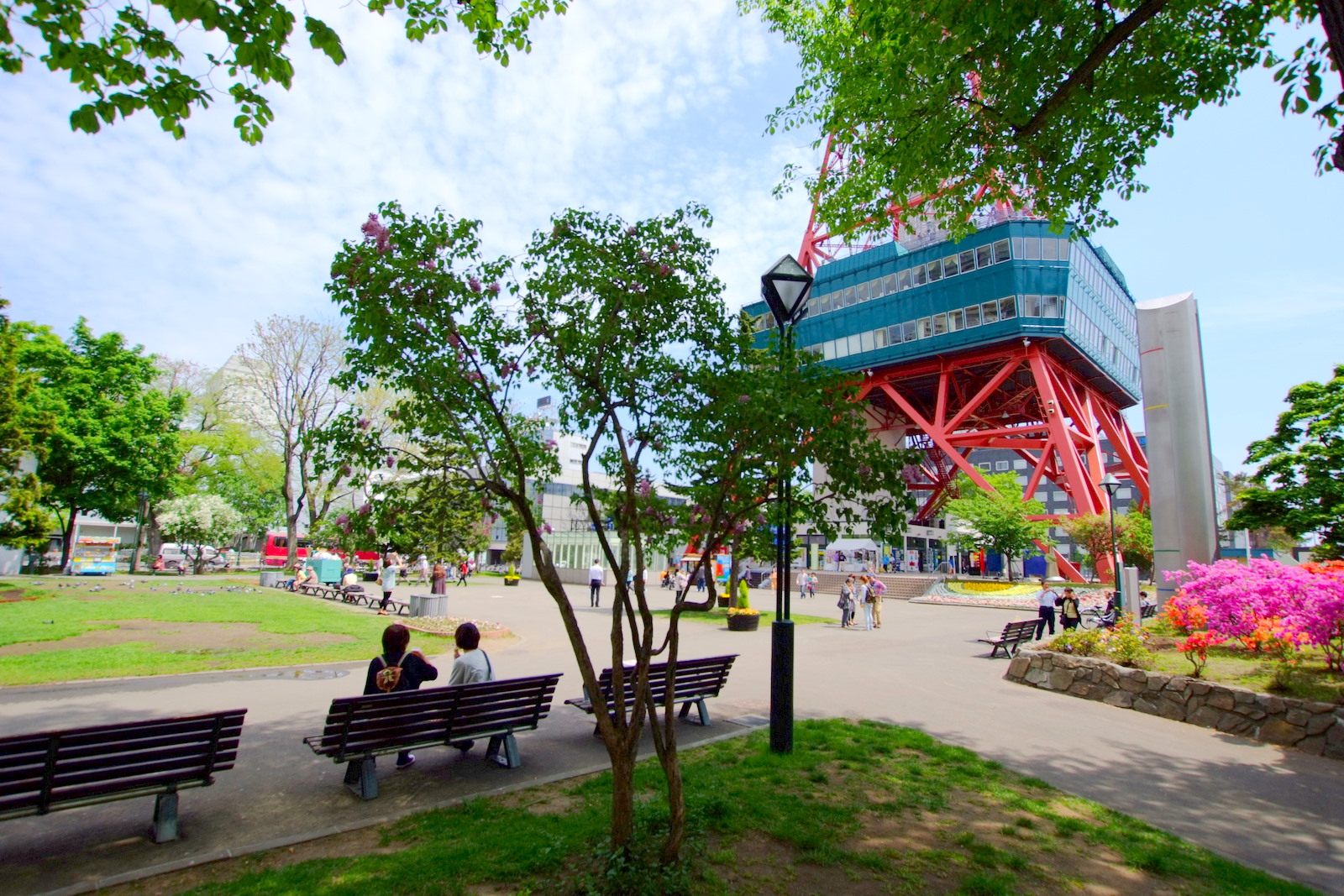
大通公園

- 大通公園[出入口 1]
  - さっぽろテレビ塔[出入口 2]
- 札幌市時計台

### 公共施設・官公庁
- 札幌市民ホール（カナモトホール）[出入口 3]
- 札幌市役所[出入口 4]
  - 北洋銀行札幌市役所支店
- 札幌法務局証明サービスセンター
- 北海道札幌方面中央警察署大通交番

### 主な商業施設・企業など

#### 商業施設
- 丸井今井札幌本店
  - 本館[出入口 5]
  - 南館[出入口 6]
  - まるいパーキング[出入口 7]
- 札幌三越百貨店（直結）
- 札幌パルコ
- PIVOT CROSS
- アルシュ
- 丸ヨ池内
- ル・トロワ[注釈 1][出入口 8]
- カナリヤ[出入口 9]
- 札幌東宝ビル（札幌シャンテ）[出入口 10]
- 大丸藤井セントラル[注釈 2]
- 狸小路商店街
  - シアターキノ
- 二条市場
- moyoukSAPPORO[モユクサッポロ]さっぽろ地下街ポールタウン直結
- MEGAドン・キホーテ札幌狸小路店

#### 宿泊
- 札幌グランドホテル
- ホテルリソルトリニティ札幌
- 札幌ビューホテル大通公園
- リッチモンドホテル札幌大通
- アパホテル札幌
- ホテルサンルート ニュー札幌

#### オフィスビル
店舗などが入居する複合ビルを含む。
- 北洋大通センター（大通ビッセ）
- 札幌大通西4ビル[注釈 3]
- 道銀ビルディング[出入口 11]
- 新大通ビルディング[出入口 12]
- 損保ジャパン札幌ビル
- 昭和ビル[出入口 13]
- 札幌一銀ビル[出入口 14]
- 明治安田生命札幌大通ビル[出入口 15]
- 北洋ビル[出入口 16]
- 都心ビル[出入口 17]
- さっぽろ創世スクエア（札幌市民交流プラザ）[出入口 4]
- 北海道経済センタービル[出入口 4]
  - 札幌商工会議所

#### 金融機関等
- 日本銀行札幌支店
- 札幌証券取引所
- 札幌大通郵便局
- 札幌大通公園前郵便局
- 札幌丸井内郵便局
- 三井住友銀行札幌支店
- りそな銀行札幌支店
- SBI新生銀行札幌支店
- 北洋銀行本店[注釈 4]・札幌営業部[注釈 5]
- 北海道銀行本店
- 青森みちのく銀行札幌支店・札幌中央支店
- 秋田銀行札幌支店
- 七十七銀行札幌支店
- 北陸銀行札幌支店
- 北海道信用金庫本店・大通南支店
- 空知信用金庫札幌支店
- 室蘭信用金庫札幌支店
- 旭川信用金庫札幌支店
- 稚内信用金庫札幌支店
- 遠軽信用金庫中央支店
- 農林中央金庫札幌支店
- 北海道労働金庫本店

### その他
- 北海道テレビ放送 (HTB) - さっぽろ創世スクエア内
- 東1丁目劇場施設
- 北海道電力本社

### 主な道路
| 札幌駅前通地下歩行空間 |  | 西2丁目地下歩道 |
| 札幌駅前通地下歩行空間 |  | 西2丁目地下歩道 |

- 札幌駅前通（道道札幌停車場線）
  - 札幌駅前通地下歩行空間（チ・カ・ホ）[出入口 18]
  - さっぽろ地下街
    - オーロラタウン[出入口 19]
    - ポールタウン[出入口 20]
- 西2丁目地下歩道
- 国道5号
- 国道12号
- 国道36号
- 国道230号

## 札幌市電

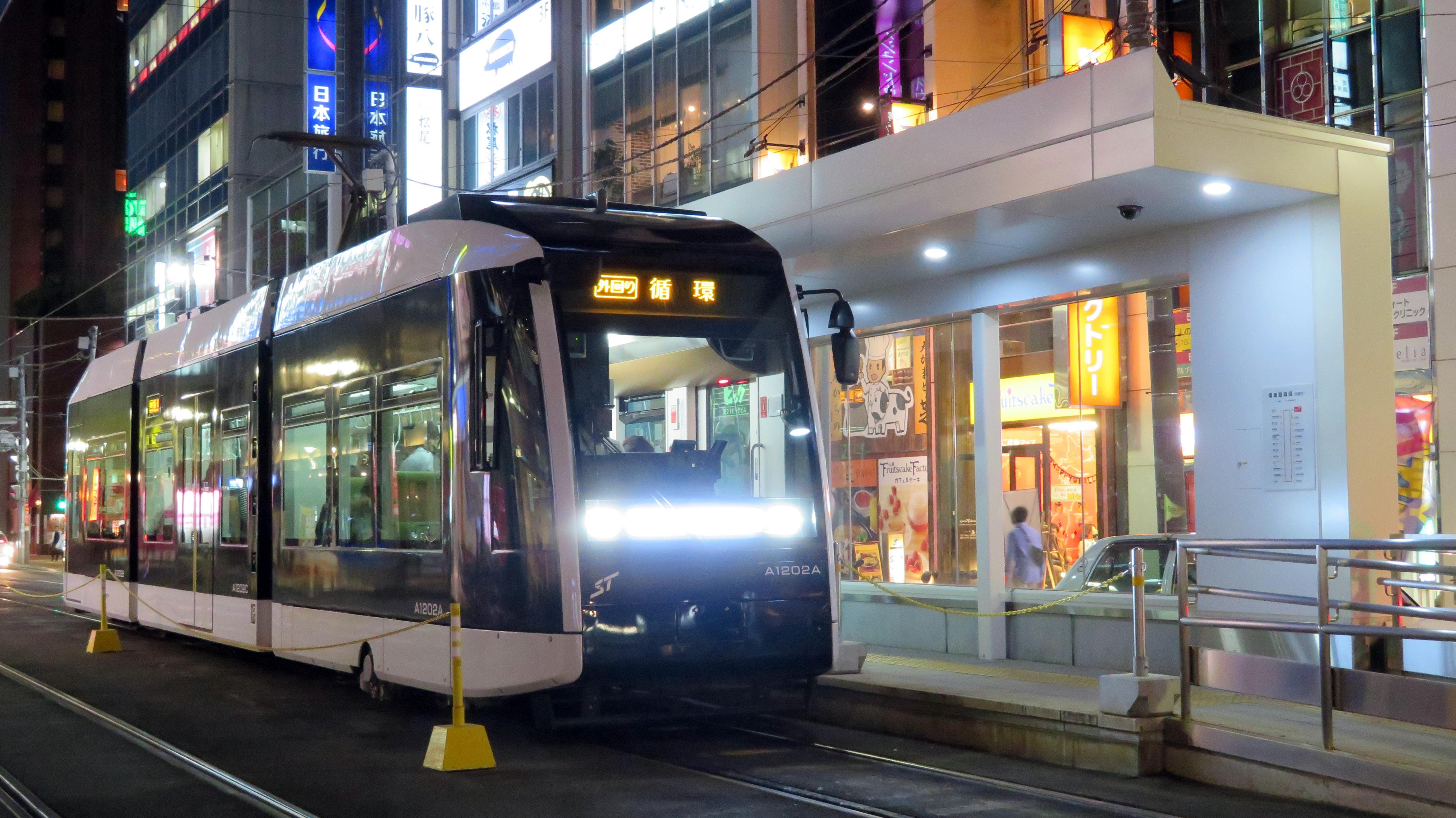
西4丁目停留場

近隣に札幌市電の西4丁目停留場 (SC01) があり、当駅の乗継指定停留場になっている。このほか、狸小路停留場 (SC24) とすすきの停留場 (SC23) も乗継指定停留場となっている。

## バス路線
当駅周辺には以下のバス停が点在し、路線バス・高速バスが発着。括弧内は運行事業者を表す。停車路線・行先等の詳細は各バス事業者記事（および営業所記事、路線記事）を参照。
- 大通西1丁目（じょうてつ）
- 大通西3丁目（ジェイ・アール北海道バス、じょうてつ）
- 大通西4丁目（ジェイ・アール北海道バス、じょうてつ）
- 大通公園（北海道中央バス、北都交通）
- 札幌大通西3丁目 バス停（夕張鉄道）
- 時計台前（ジェイ・アール北海道バス、北海道中央バス、夕張鉄道）
- 北1条西4丁目（ジェイ・アール北海道バス、北海道中央バス、じょうてつ）
- 北1条（北海道中央バス）
- 南1条西3丁目（じょうてつ）
- 南1条（北海道中央バス、道南バス）
- 北海道中央バス札幌ターミナル（北海道中央バス、共同運行事業者）
- 大通バスセンター（ジェイ・アール北海道バス、北海道中央バス、北都交通、宗谷バス、北海道バス）

## エピソード
2005年1月11日、東豊線のコンコースにおいて、映画『交渉人 真下正義』の撮影が行われた。作中では有楽町駅とされ、北海道文化放送アナウンサーの篠原巨樹が有楽町駅の駅員役でエキストラ出演した。また、映像では茶色の柱、南北線と東西線の乗り換え案内サインが確認できる。

## その他
- 南北線では当駅で乗務員の交代が行われる。[18]
- 駅スタンプは大通駅のイニシャルOの中に南北線は札幌市時計台、東西線はさっぽろテレビ塔、東豊線は大通公園が描かれている[19][20][21]。
- 南北線すすきの以遠各駅（真駒内方面）～東豊線豊水すすきの以遠各駅（福住方面）間利用の場合、乗り換えは当駅で行うよう案内される。

## 隣の駅
札幌市営地下鉄
 南北線
さっぽろ駅 (N06) - 大通駅 (N07) - すすきの駅 (N08)
 東西線
西11丁目駅 (T08) - 大通駅 (T09) - バスセンター前駅 (T10)
 東豊線
さっぽろ駅 (H07) - 大通駅 (H08) - 豊水すすきの駅 (H09)